# Чемпионат Ирландии по футболу
Премьер-дивизион лиги Ирландии (англ. League of Ireland Premier Division; ирл. Príomhroinn Sraith na hÉireann) — высший дивизион чемпионата Ирландии по футболу. В турнире принимают участие 10 клубов, сезон проходит с марта по октябрь, каждая команда проводит по 36 матчей. Большинство игр проходит по пятницам, некоторые — в субботу и воскресенье. С 2000 по 2008 носила название Eircom League Premier Division, в настоящий момент титульным спонсором является компания Airtricity, таким образом официальное название турнира — SSE Airtricity League Premier Division.
Чемпионат был создан в 1985 году, когда было принято решение разделить Лигу Ирландии на два дивизиона: Высший дивизион и Первый дивизион. В Таблице коэффициентов УЕФА турнир располагается на 41-м месте.
С 1921 года чемпионами Ирландии становились 19 клубов, текущим чемпионом является «Шелбурн». Наиболее титулованным клубом является «Шемрок Роверс» с 21 победой.

## Формат соревнования
До недавнего времени в Высшем дивизионе играло 12 клубов, которые проводили по 33 матча за сезон, играя с каждым соперником один или два раза — на своём поле и один или два раза — на поле соперника. Начиная с 2018 года, Высший дивизион сократили до 10 команд, но количество матчей увеличилось до 36. Теперь команды встречаются 4 раза за сезон, 2 встречи при домашних трибунах и 2 на выезде. За победу в матче команда получает три очка, за ничью — одно очко, в случае поражения команда очков не получает. Чемпион определяется по количеству очков за сезон, в случае их равенства у двух и более команд — по разнице голов, а при их равенстве — по количеству забитых мячей. В том случае, если у команд количество очков, голов и разница мячей одинаковы, назначается матч на нейтральном поле. Команда, набравшая наименьшее количество очков по итогам сезона, выбывает в Первый дивизион, а предпоследняя команда играет в двухматчевом плей-офф с командой, занявшей второе место в Первом дивизионе. Команда, занявшая первое место, получает право играть в квалификации к Лиге чемпионов УЕФА, а вторая и третья команды попадают в квалификацию к Лиге конференций УЕФА.

## Трофей
Трофей Высшего дивизиона Лиги Ирландии был впервые показан 31 октября 2007 года. Его высота составляет 91 сантиметр, длина окружности — 83 сантиметра. Кубок выполнен из стерлинга, а также других металлов, в том числе меди. 2 ноября 2007 года «Дроэда Юнайтед» стал первым клубом, получившим новый трофей.

## Команды-участники 2025
| Клуб                 | Город     | Стадион         | Вместимость | Основан     |
| -------------------- | --------- | --------------- | ----------- | ----------- |
| Богемианс            | Дублин    | Далимаунт-Парк  | 4,500       | 1890        |
| Голуэй Юнайтед       | Голуэй    | Имонн Дики Парк | 5,000       | 2013 (1937) |
| Дерри Сити           | Дерри     | Брэндивелл      | 3,700       | 2010        |
| Дроэда Юнайтед       | Дроэда    | Юнайтед Парк    | 3,500       | 1975        |
| Корк Сити            | Корк      | Тёрнерс Кросс   | 7,485       | 1984        |
| Сент-Патрикс Атлетик | Дублин    | Ричмонд Парк    | 5,346       | 1929        |
| Слайго Роверс        | Слайго    | Шоуграундс      | 5,500       | 1928        |
| Уотерфорд            | Уотерфорд | Уотерфорд РСЦ   | 5,500       | 1930        |
| Шемрок Роверс        | Дублин    | Талла стэдиум   | 10,500      | 1901        |
| Шелбурн              | Дублин    | Толка Парк      | 5,700       | 1895        |

## Достижения клубов
| Клуб                   | Чемпион | Вице-чемпион |
| ---------------------- | --- | --- |
| «Шемрок Роверс»        | 21 (1923, 1925, 1927, 1932, 1938, 1939, 1954, 1957, 1959, 1964, 1984, 1985, 1986, 1987, 1994, 2010, 2011, 2020, 2021, 2022, 2023) | 15 (1925/26, 1932/33, 1939/40, 1941/42, 1955/56, 1957/58, 1964/65, 1965/66, 1968/69, 1969/70, 1970/71, 1981/82, 2001/02, 2009, 2024) |
| «Дандолк»              | 14 (1933, 1963, 1967, 1976, 1979, 1982, 1988, 1991, 1995, 2014, 2015, 2016, 2018, 2019)                                           | 13 (1930/31, 1942/43, 1947/48, 1963/64, 1930/31, 1967/68, 1979/80, 1980/81, 1986/87, 1988/89, 2013, 2017, 2020)                      |
| «Шелбурн»              | 14 (1926, 1929, 1931, 1944, 1947, 1953, 1962, 1992, 2000, 2002, 2003, 2004, 2006, 2024)                                           | 9 (1922-23, 1923-24, 1926-27, 1927-28, 1929-30, 1948-49, 1951-52, 1997-98, 2002-03)                                                  |
| «Богемиан»             | 11 (1924, 1928, 1930, 1934, 1936, 1975, 1978, 2001, 2003, 2008, 2009)                                                             | 15 (1921-22, 1924-25, 1928-29, 1966-67, 1973-74, 1976-77, 1978-79, 1983-84, 1984-85, 1992-93, 1995-96, 1996-97, 2003, 2010, 2020)    |
| «Сент-Патрикс Атлетик» | 8 (1952, 1955, 1956, 1990, 1996, 1998, 1999, 2013)                                                                                | 5 (1960-61, 1987-88, 2007, 2008, 2021)                                                                                               |
| «Уотерфорд Юнайтед»    | 7 (1966, 1968, 1969, 1970, 1972, 1973)                                                                                            | 4 (1937-38, 1940-41, 1954-55, 1962-63)                                                                                               |
| «Драмкондра»           | 5 (1948, 1949, 1958, 1961, 1965)                                                                                                  | 5 (1945-46, 1946-47, 1949-50, 1952-53, 1956-57)                                                                                      |
| «Корк Юнайтед»         | 4 (1941, 1942, 1943, 1945, 1946, 1950, 1951)                                                                                      | |
| «Корк Сити»            | 3 (1993, 2005, 2017) | 9 (1990/91, 1993/94, 1998/99, 1999/00, 2004, 2014, 2015, 2016, 2018)                                                                 |
| «Слайго Роверс»        | 3 (1937, 1977, 2012) | 3 (1938-39, 1950-51, 2011) |
| «Дерри Сити»           | 2 (1989, 1997) | 1 (2023) |
| «Лимерик»              | 2 (1960, 1980) | 2 (1943-44, 1944-45) |
| «Сент-Джеймс Гейт»     | 2 (1922, 1940 ) | 1 (1934-35) |
| «Атлон Таун»           | 2 (1981, 1983) | 1 (1974-75) |
| «Корк Атлетик»         | 2 (1950, 1951) | |
| «Корк Селтик»          | 1 (1974) | 1 (1953-54, 1958-59, 1959-60, 1961-62)                                                                                               |
| «Дроэда Юнайтед»       | 1 (2007) | 1 (1982-83, 2012) |
| «Долфин»               | 1 (1935) | 1 (1935-36) |
| «Корк Хибернианс»      | 1 (1971) | 1 (1971-72) |
| «Финн Харпс»           | — | 3 (1972-73, 1975-76, 1977-78) |
| «Корк»                 | — | 2 (1931-32, 1933-34) |
| «Голуэй Юнайтед»       | — | 1 (1985-86) |

* С 1940 по 1948 год назывался «Корк Юнайтед». Прекратил существование в 1957 году.

## Рейтинг УЕФА
По состоянию на 25 августа 2022 года
- 38  Высшая лига Латвии по футболу
- 39  Райфайзен Суперлига Косово
- 40  Высший дивизион Лиги Ирландии
- 41  Армянская Премьер-лига
- 42  NIFL Премьершип